# Cynoscion squamipinnis
Cynoscion squamipinnis är en fiskart som först beskrevs av Günther, 1867.  Cynoscion squamipinnis ingår i släktet Cynoscion och familjen havsgösfiskar. IUCN kategoriserar arten globalt som livskraftig. Inga underarter finns listade i Catalogue of Life.